# Anne de Montmorency
Anne, vévoda de Montmorency, čestný rytíř podvazkového řádu (15. března 1493, Chantilly, Oise – 12. listopadu 1567, Paříž) byl francouzský vojevůdce, státník a diplomat. Stal se francouzským maršálem a francouzským konetáblem.

## Mládí
Anne se narodil v Chantilly Williamovi de Montmorency a Anně de Saint Pol. Jeho otec patřil ke družině Františka, hraběte de Angoulême, budoucího krále Františka I. Francouzského.

## Za vlády Františka I.
Po nástupu Františka I. na trůn v lednu 1515 se Anne stal vlivnou osobou na královském dvoře. V témže roce král znovu vznesl svůj nárok na Milánsko. Montmorency jej následoval a vyznamenal se v bitvě u Marignanu.
Za své služby byl Montmorency v roce 1516 jmenován kapitánem Bastily a guvernérem Novary. V roce 1518 byl jedním ze skupiny šlechticů užitých jako záruka Anglii za dluh (šlo o město Tournai) Františka I. vůči Jindřichovi VIII. Ale již v květnu 1519 se vrátil do Francie, kdy byl přítomen neúspěšné mírové konferenci mezi Francií a Svatou říší římskou. Následujícího roku byl zplnomocněn vést diplomatická jednání s Anglií ve známém Zlatém táboře.
V srpnu 1521 velel Montmorency obraně města Mézieres proti císařské armádě pochodující z Německa. Následně byl převelen do oblasti Švýcarska a Itálie. Dne 27. dubny 1522 byl poražen v bitvě u La Bicocca. Přesto byl jmenován francouzským maršálem jako uznání za jeho odvahu. Jeho podíl na prohře ve výše uvedené bitvě byl poměrně nízký. Hlavní vinu nesl tehdejší guvernér Milánska vikomt de Lautrec, starší bratr královy milenky Francoise de Foix.
Montmorency strávil další 3 roky bráněním severní hranice Francie před anglickou invazí v roce 1523. Anglie se nejprve spojila se Svatou říší římskou, ale hned se zase v roce 1524 spojila s Francií kvůli opakování vojenského tažení do Milána. Francouzi však byli dne 24. února 1525 u Pávie na hlavu poraženi spojenými italskými, španělskými a německými jednotkami. Král František I. i jeho maršál Montmorency byli oba zajatí a převezeni do Španělska. Montmorency však byl rychle propuštěn a již v roce 1526 patřil do skupiny vyjednavačů madridské smlouvy, která zajistila propuštění Františka I. výměnou za jeho dva nejstarší syny. Ti se do Francie vrátili až v roce 1530.
Dne 23. března 1526 byl Anne de Montmorency jmenován velmistrem Francie pověřeným dohledem nad královskou domácností a královými soukromými záležitostmi. V roce 1527 se oženil s Madeleine, dcerou Reného Savojského. Podporoval úsilí krále o vytvoření spojenectví proti císaři Karlu V. V roce 1527 pracoval s kardinálem Wolseyem, aby vytvořil spojenectví mezi Františkem I. a Jindřichem VIII. Tudorem. To vedlo k nové válce proti Svaté říši římské, která skončila mírem Cambrai.

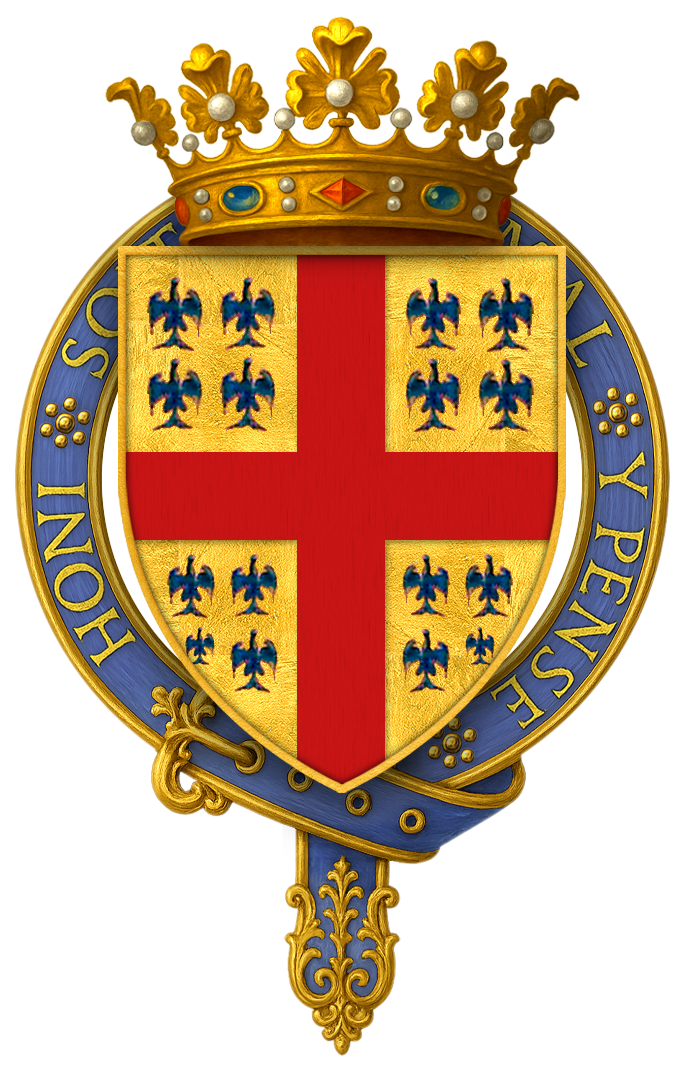
Znak Anne vévody de Mortmorency

Na radu Monmorencyho si František I. nárokoval vévodství Savojské a tím i vyprovokoval císaře Karla V., aby hájil Milánsko. Král v roce 1536 zahájil vojenské akce v Savojsku. Na to Karel V. napadl odvetou Provence ze severní Itálie. František potom jmenoval Montmorencyho, který zrovna opustil dvůr, guvernérem Languedocu, generálporučíkem v jihovýchodní Francii. Společně potom vedli obranu Provence taktikou spálené země. Montmorency opustil Aix-en-Provence a soustředil své síly poblíž Avignonu. Na počátku podzimu byl Karel V. nucen stáhnout svou armádu do Janova a ukončit obléhání Marseille.
Montmorency se ke králi připojil v Pikardii. V roce 1537 vedl francouzské jednotky útočící na Artois v Nizozemsku a dobyl mnoho měst před nastoleným dlouholetým příměřím v této oblasti. Dne 10. února 1538 jej král jmenoval konetáblem Francie.
Poté začal Montmorency podporovat mír s císařem proti převládajícímu názoru královského dvora. Obnovil jednání se Svatou říší římskou a požádal papeže Pavla III., aby se ujal pozice prostředníka. V červenci 1538 se mu podařilo přimět oba krále, aby se setkali v Aigues-Mortes. Dle dohody, kterou zprostředkoval, očekával král, že Karel V. přenechá Milánsko jednomu z Františkových synů jako znamení spojenectví, ale Karel věnoval tuto oblast svému synovi Filipovi, budoucímu španělskému králi Filipovi II.
Tento výsledek byl diplomatickým selháním a Montmorency tak upadl v nemilost krále. František I. se radit se soupeři Montmorencyho, kardinála de Tournon, Claude d'Annebault a svou milenku Annu de Pisseleu d'Heilly, vévodkyni du Étampes. Montmorency odešel ode dvora v červnu 1541. Potom přišel o funkci guvernéra Languedocu a následně mu bylo zakázáno vykonávat i své další funkce. Pokračoval ale v udržování korespondence s princem Jindřichem.

## Jindřich II.

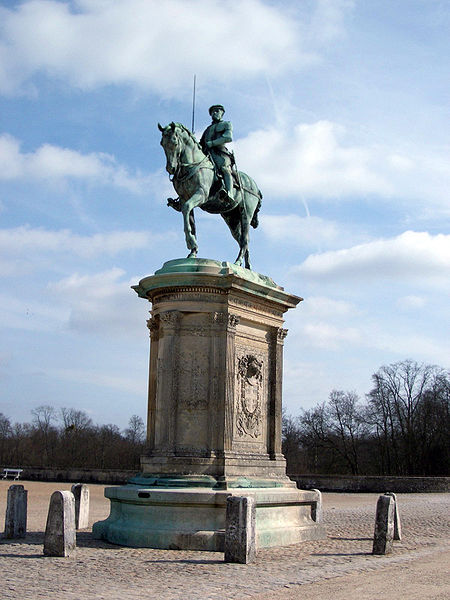
Jezdecká socha Anne de Montmorency na nádvoří zámku v Chantilly

Montmorency se vrátil do veřejného života až po nástupu Jindřicha II. na francouzský královský trůn, tj. v březnu 1547. Nový král mu vrátil všechny jeho bývalé úřady a tituly, ode dvora vyhnal vévodkyni d'Étampes a její následovníky. V 1548 Montmorency rozdrtil povstání na jihozápadě, zvláště v okolí Bordeaux. V letech 1549-50 vedl Montmorency válku v Boulonnais a dne 24. března 1550 vyjednal smlouvu o kapitulaci Boulogne. Král ho za odměnu povýšil na vévodou a francouzského paira, v roce 1551 bylo jeho baronství povýšeno na vévodství. Brzy poté bojovaly armády pod jeho velením na severovýchodě, kde se francouzská armáda zmocnila Metz, Toul a Verdunu.

## František II.
Montmorencyův pokus o osvobození Saint Quentin 10. srpna 1557 vedl k jeho porážce a zajetí španělskými habsburskými silami. Byl propuštěn až v říjnu 1558 po podepsání míru v Cateau-Cambrésis. V té době však již byl z okolí mladého patnáctiletého krále vytlačován rodinným klanem de Guise. Král František II. s ním jednal zcela lhostejně. Montmorency se musel vzdát svého dvorního postavení ve prospěch vévody de Guise. Nicméně byl odškodněn tím, že jeho syn byl jmenován maršálem. Anne de Montmorency se následně stáhl na své statky.

## Francouzské náboženské války
Po nástupu Karla IX. na trůn v roce 1560 převzal Montmorency znovu své povinnosti u dvora. Když však protestantský rod Bourbonů uplatnil vliv na mladého krále, tak Montmorency jako římský katolík opustil královský dvůr. V dubnu 1561 se pak spojil s Františkem vévodou de Guise, svým bývalým nepřítelem, a Jacquesem d'Albonem, maršálem Saint-Andreem, aby vytvořili tzv. Triumvirát, sdružení na obranu katolicismu.

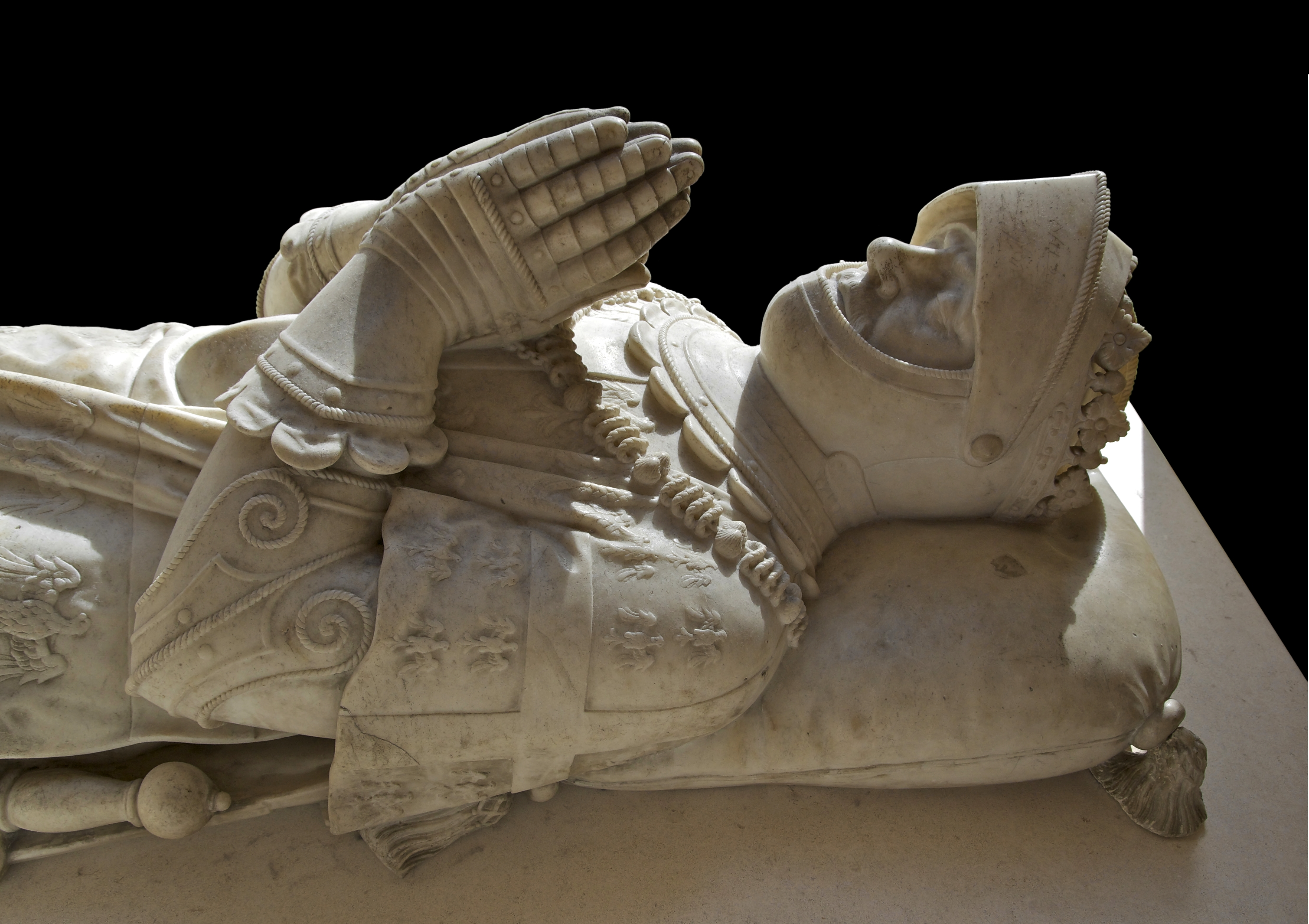
Náhrobek Anne vévody de Montmorency v Louvru

V roce 1562 hrál Montmorency důležitou roli v hugenotské válce. Byl zajat v bitvě u Dreux, když byla kavalérie pod jeho velením obklíčena. Montmorencyho vojáci nakonec v bitvě zvítězili, ale byl to jeden z nejkrvavějších vojenských střetů v 16. století. Potom dne 19. března 1563 pomohl dojednat Smlouvu z Amboise. V roce 1567 však hugenoti začali požadovat spravedlivější dohodu.

## Smrt
Montmorency vedl královskou armádu k vítězství u Saint-Denis, během bitvy 10. listopadu 1567 však byl zraněn a o 2 dny, tj. 12. listopadu 1567, ve věku 74 let, skonal. Montmorencyho náhrobek lze dnes nalézt v Louvru.

## Potomci
Z jeho manželství vzešlo 12 dětí:
- František (1530–1579), následoval otce jako vévoda de Montmorency[3]
- Jindřich (1534–1614), následovník svého staršího bratra jako vévoda de Montmorency[3]
- Karel (1537–1612), admirál Francie[3]
- Gabriel
- Vilém (zemřel 1593)[3]
- Eléonora (zemřela 1557) provdána za Františka de La Tour d'Auvergne (zabit v roce 1557 v bitvě u Saint Quentinu) [9], rodiče Jindřicha de La Tour d'Auvergne, vévody de Bouillon a vikomta de Turenne
- Jeanne (1528–1596), provdána za Ludvíka III. de La Trémoille.
- Kateřina (1532–1624) provdána za Gilbert de Lévis, vévodu de Ventadour; prapraprarodiče Anny Geneviève de Lévis - vychovatelka budoucího krále Ludvíka XV.
- Marie
- Anne
- Louise
- Madeleine